# Saldías
Saldías là một đô thị trong tỉnh và cộng đồng tự trị Navarre, Tây Ban Nha. Đô thị này có diện tích là 9,04 ki-lô-mét vuông, dân số năm 2009 là 119 người với mật độ 13,16 người/km². Đô thị này có cự ly 62 km so với tỉnh lỵ Pamplona.